# Liste der Straßennamen von Frankfurt am Main/S

## Sa
Saalburgallee und Saalburgstraße, Bornheim
Die Saalburg ist ein 1897 rekonstruiertes Römerkastell am Limes im Hochtaunus, nahe Bad Homburg vor der Höhe.
Saalgasse, Altstadt
Die Straße trägt den Namen des Saalhofs, der staufischen Kaiserpfalz. Sie führt vom Fahrtor am Römerberg zum Weckmarkt am Dom.
Saalfelder Straße, Zeilsheim
Saalfeld/Saale, Kreisstadt im Landkreis Saalfeld-Rudolstadt in Thüringen
Saarbrücker Straße, Schwanheim
Saarbrücken, Landeshauptstadt des Saarlandes. In der Nähe befinden sich kleinere, nach saarländischen Kreisstädten benannte Straßen.
Sachsenhäuser Landwehrweg, Sachsenhausen
Zwischen 1413 und 1429 wurde die Sachsenhäuser Landwehr errichtet. Diese bestand aus Doppelgräben, dazwischen ineinander verflochtene Buchenhecken und Dornenhecken, die ein Eindringen von Angreifern erschweren sollten. Zusammen mit der 1470 errichteten Sachsenhäuser Warte war dies ein damals übliches Verfahren, eine Ortschaft zumindest vor Überfällen zu schützen.
Sachsenhäuser Ufer, Sachsenhausen
In den zwanziger Jahren wurde mit dem Bau der neuen Mainuferstraße begonnen. Hierfür wurden Häuser der Färberstraße und die Ruine des Ulrichsteins, einer mittelalterlichen Zollburg am Schaumaintor, entgegen den Protesten der Frankfurter Bevölkerung in einer Nacht- und Nebel-Aktion am 10. März 1930 beseitigt
Sachsenhäuser Warte, Sachsenhausen
der ehemals hölzerne Ausguck auf dem Mühlberg wurde 1414 zugunsten der steinernen Variante am Sachsenhäuser Berg aufgegeben. Dies ging allerdings nicht konfliktlos vor sich, denn bereits 1416 wurde sie vom Trierer Erzbischof Werner von Falkenstein zerstört, da er die Meinung vertrat, die Warte liege auf Dreieicher Wildbanngebiet. Erst mit offener Unterstützung des Kaisers konnte sie dann 1470 an jetziger Stelle wieder errichtet werden. 1552 während des Schmalkaldischen Krieges wurde sie niedergebrannt, danach wieder aufgebaut. Heute Gasthaus
Sackgasse, Altstadt
Die nicht mehr existierende, südliche Querstraße der Schnurgasse (Berliner Straße) trug ihren Namen zu Unrecht, denn sie war über die Gasse Im Sack mit der Neuen Gasse und der Mörsergasse verbunden. Der Name muss also einen anderen Ursprung haben.
Salmünsterer Straße, Fechenheim
Salmünster, Stadtteil von Bad Soden-Salmünster im Main-Kinzig-Kreis.
Salzschlirfer Straße, Fechenheim
Bad Salzschlirf, Kurort im Landkreis Fulda, am Rande des Vogelsbergs.
Samstagsberg, Altstadt
Der östliche Teil des Römerbergs, hier wurde samstags Wochenmarkt gehalten.
Sanddornweg, Frankfurter Berg
Als Sanddorn, auch Fasan(en)beer(e), Haffdorn, Seedorn und häufig „Zitrone des Nordens“ wird eine Pflanzenart aus der Gattung der Sanddorne (Hippophaë) innerhalb der Familie der Ölweidengewächse (Elaeagnaceae) bezeichnet.
Sandgasse, Altstadt
nach dem Sandhof, der früher in dieser Gegend stand.
Sandhöfer Allee, Sandhöfer Wiesen und Sandhofstraße, Niederrad
wie bei der Sandgasse ist auch hier ein Sandhof, allerdings der Sandhof auf Niederräder Gemarkung, der Namensgeber.
Sandplackenstraße, Praunheim
Der Sandplacken, Passhöhe in der Gemeinde Schmitten im Hochtaunuskreis, beliebter Ausflugsort der Region.
Sandweg, Nordend/Ostend
das frühere Gewann „im Sand“ gab hier den Namen. In diesem Gebiet wurden die vom Wind über die Jahrtausende gebildeten Sanddünen für den Häuserbau in Frankfurt ausgebeutet.
Saonestraße, Niederrad
Die Saône ist ein 480 km langer Fluss im Osten Frankreichs, der in den Vogesen entspringt und bei Lyon in die Rhône mündet.
Sauerackerweg, Schwanheim
Nicht, was eigentlich zu erwarten gewesen wäre, saure Wiesen sind angesagt, sondern der Frankfurter Chemiker Saueracker ist Pate. Zusammen mit Schüttenhelm (siehe Schüttenhelmweg) stellte er ab ca. 1775 Pottasche und Farben her. Pachtete 1786 die Blauhütte und Alaunhütten in Sulzbach/Saar.
Sauerstraße, Nied
Dr. Wilhelm Sauer (1844–1901), nassauischer Geschichtsschreiber und Archivrat in Wiesbaden. Gab lange das Nassauer Urkundenbuch heraus. Daher diese Erinnerung, denn Nied war 1803 an das Fürstentum Nassau-Usingen gefallen.
Savignystraße, Westend-Süd
Friedrich Carl von Savigny (1799–1861), aus Frankfurt gebürtiger Rechtswissenschaftler, Professor, preußischer Minister, Begründer der Historischen Rechtsschule.

## Sch
Schadowstraße, Sachsenhausen
Friedrich Wilhelm von Schadow (1788–1862), deutscher Maler, Sohn des Bildhauers Johann Gottfried Schadow. Tendierte zu den Nazarenern. Eines seiner Bilder hängt im Städel.
Schäfergasse, Innenstadt
Durch diese Straße sollen die Schafe zum Viehmarkt auf der Zeil getrieben worden sein.
Schäfers Gärten, Ginnheim
nach einer alteingesessenen Ginnheimer Familie
Schäfflestraße, Riederwald
Albert Schäffle (1831–1903), Nationalökonom und Soziologe aus Nürtingen, maßgeblich an Bismarcks Sozialgesetzgebung beteiligt.
Schalksbornstraße, Bergen-Enkheim
Die Verlängerung der Schalksbornstraße nach Norden heißt Schalksweg. Dieser Feldweg führt bis zum Grüngürtel-Rundwanderweg. Hier, dicht am Vilbeler Wald, entspringt eine kleine Quelle, der Schalksborn. Vor der Eingemeindung Bergen-Enkheims nach Frankfurt hieß die Schalksbornstraße Hinterm Hain.
Schalkwiesenweg, Praunheim
Flurnamen. Herkunft unbekannt. Möglicherweise gehörte das Areal einst einer Familie Schalk.
Schärfengäßchen, Altstadt
nach der einstmals dort angesiedelten Weinwirtschaft Scharf, die einen großen Saal hatte. Dort trat der siebenjährige Mozart 1763 zu vier Konzerten auf.
Schaubstraße, Sachsenhausen
Carl Ludwig Schaub (1851–1905) stiftete eine Million Goldmark, mit der das Städel viele wertvolle Gemälde erwerben konnte.
Schaumainkai, Sachsenhausen
nach dem ehemaligen Schaumaintor in der Sachsenhäuser Befestigungsmauer.
Schaumburger Straße, Sossenheim
Die Grafschaft Schaumburg war bis 1866 hessisches Territorium, wurde nach der Zerschlagung Preußens Niedersachsen zugeordnet.
Scheffelstraße, Nordend
Joseph Victor von Scheffel (1826–1886), geboren in Karlsruhe, seinerzeit viel gelesener Schriftsteller und Dichter. Indirekter Begründer des Begriffes Biedermeier.
Scheidstraße, Dornbusch
nach der im 15. und 16. Jahrhundert bedeutenden Frankfurter Patrizierfamilie Scheid. Nicolaus Scheid († 1501) begründete den Wohlstand der Familie durch das Handelsgeschäft mit von den Wollwebern benötigten Farbstoffen. 1572 starb die Familie in Frankfurt aus.
Scheidswaldstraße, Ostend
nach dem ehedem dort stehenden Scheidswald, der die Gemarkungen Bornheims und Frankfurts voneinander schied = trennte.
Schellenbergstraße, Sossenheim
Karl Adolf Gottlieb Schellenberg (1764–1835), Nassauischer Geheimer Kirchen- und Oberschulrat aus Neuwied, trieb ab 1813 die nassauische Schulreform voran. Sossenheim gehörte lange zum Herzogtum Nassau.
Schellingstraße, Nordend
Friedrich Wilhelm Joseph Schelling (1775–1854), deutscher Philosoph und Anthropologe, Hauptbegründer der spekulativen Naturphilosophie.
Schelmenweg und Schelmenburgplatz, Bergen-Enkheim
Die Schelme von Bergen waren ein mittelalterliches Adelsgeschlecht, dessen Stammburg in Bergen lag.
Schenckstraße, Rödelheim
Gottfried Anton Schenck, geboren 1699 in Wiesbaden, war von 1729 bis 1750 evang. Pfarrer in Rödelheim. Betätigte sich dann als Historiker in Wiesbaden.
Schenkendorfstraße, Ginnheim
Max von Schenkendorf (1783–1817), deutscher Schriftsteller und Dichter der Freiheitskriege
Schifferstraße, Sachsenhausen
Bis ins frühe 20. Jahrhundert wohnten in Sachsenhausen ein Großteil der Frankfurter Fischer, Gärtner sowie der Mainschiffer.
Schillerstraße, Innenstadt
Friedrich Schiller (1759–1805), Dichterfürst der Klassik und Verfasser heute noch regelmäßig aufgeführter Schauspiele.
Schleiermacherstraße, Nordend
Friedrich Schleiermacher (1768–1834) war ein deutscher evangelischer Theologe, Altphilologe, Philosoph, Publizist, Staatstheoretiker, Kirchenpolitiker und Pädagoge.
Schlehenweg, Frankfurter Berg
Der Schlehdorn (Prunus spinosa), auch Schlehendorn, Schlehe, Sauerpflaume, Heckendorn, Schwarzdorn oder Deutsche Akazie genannt, ist eine Pflanzenart aus der Gattung Prunus, der zur Tribus der Steinobstgewächse (Amygdaleae) innerhalb der Familie der Rosengewächse (Rosaceae) gehört.
Schleidenstraße, Nordend
Der Botaniker Matthias Jacob Schleiden (1804–1881) starb in Frankfurt am Main.
Schlettweinstraße, Riederwald
Johann August Schlettwein (1731–1802), deutscher Nationalökonom, dessen Lehre vom Physiokratismus eine große Bedeutung für Karl Marx hatte, obwohl sie sich in der landwirtschaftlichen Praxis nicht bewährt hatte.
Schlickstraße, Dornbusch
Kaspar Schlick (um 1396–1449), Reichskanzler unter Kaiser Sigismund; die Schlickstraße kreuzt die Kaiser-Sigismund-Straße.
Schliephakestraße, Nied
Hofrat Theodor Schliephake (1808–1871) war Nassauischer Geschichtsschreiber und Direktor des Nassauischen Staatsarchivs in Idstein. Nied gehörte ab 1806 zum zeitweiligen Herzogtum Nassau, das 1866 in der preußischen Provinz Hessen-Nassau aufging.
Schlinkenweg, Bornheim
Alter Weg von Bornheim zur Römerstadt Nida (heute: Heddernheim) – Ein letzter Rest dieser Straße findet sich in Bornheim, benannt nach den Schlinken, ein anderer Begriff für Schlehen/Schwarzdorn (Prunus spinosa).
Schloßborner Straße, Gallus
Schloßborn, ein Ortsteil der Gemeinde Glashütten im Hochtaunuskreis
Schloßstraße, Bockenheim
ehemalige Prachtstraße und Top-Adresse besserer Herrschaften des 19. Jahrhunderts, so benannt nach dem heute nicht mehr existenten Bernus-Schlösschen, das Henriette Amalie von Anhalt-Dessau für sich erbauen ließ. Bis 1830 hieß sie Schnellgasse, weil sie zu einem Schnellgalgen führte, an dem man Felddiebe für ihre Frevel bestrafte
Schmickstraße und Schmickbrücke, Ostend
Peter Schmick (1833–1899), Tiefbauingenieur, Erbauer zweier Fernwasserleitungen nach Frankfurt, des Eisernen Steges sowie weiterer Brücken in Frankfurt und außerhalb („Kaa Brick ohne Schmick“).
Schmidtstraße, Gallus
Ernst Schmidt (1886–1938), Führer des Reichsbanners Schwarz-Rot-Gold, das von den Nationalsozialisten bereits 1933 verboten und 1953 als „Bund aktiver Demokraten e. V.“ wiederbegründet wurde. Bis 1947 hieß die Straße Boelckestraße nach dem Jagdflieger Oswald Boelcke (1891–1916).
Schnurgasse, Altstadt
Diese folgte bis zur Zerstörung der Altstadt in etwa dem Verlauf der heutigen Berliner Straße. Dort saßen im Mittelalter die Frankfurter Weber und deren Webstühle „schnnurrten“ Tag und Nacht.
Schönstraße, Gutleut
Theodor von Schön (1773–1856), ein preußischer Staatsmann
Schönbornstraße, Ginnheim
nach einer alteingesessenen Ginnheimer Familie
Schönwetterstraße, Dornbusch
Adam Schönwetter von Heimbach (um 1465–1519) verfasste 1509 die erste Ausgabe der Frankfurter Reformation, einer systematischen Zusammenstellung des Frankfurter Stadtrechts
Schottener Straße, Eckenheim
nach Schotten, einer Stadt am Westhang des Vogelsberges
Schreberweg, Rödelheim
Moritz Schreber (1808–1861), Mediziner aus Leipzig, Namensgeber der als Schrebergärten benannten Kleingartenanlagen wie die entlang dieses Weges in Rödelheim
Schreyerstraße, Sachsenhausen
Adolf Schreyer (1828–1899), aus Frankfurt gebürtiger Maler
Schüttenhelmweg, Schwanheim (Goldstein)
Karl Philipp Schüttenhelm (1739–1782); begründete bereits um 1775 ein chemisches Unternehmen im Goldsteingebiet, wie der Zusatz zum amtlichen Straßenschild erklärt. Der Schüttenhelmweg geht in den Sauerackerweg über, ebenfalls nach einem örtlichen Chemieunternehmer benannt.
Schützenstraße, Innenstadt, Fischerfeldviertel
Benannt nach dem hier für das 17. Jhdt. nachgewiesenen Schützenhaus der Frankfurter Schützengilde
Schuhgasse, Altstadt
Siehe Goldhutgasse.
Schulze-Delitzsch-Straße, Riederwald
Hermann Schulze-Delitzsch (1808–1883), Mitbegründer des deutschen Genossenschaftswesens
Schwabstraße, Eckenheim
nach einem Eckenheimer Bürgermeister des 18. Jahrhunderts
Schwalbacher Straße, Gallus
Schwalbach am Taunus, Stadt im Main-Taunus-Kreis.
Schwanheimer Bahnstraße, Frankfurt-Schwanheim
Benannt nach dem ehemaligen Bahnhof Frankfurt-Schwanheim an der Mainbahn, der 1972 aufgelassen wurde, weil er zu weit entfernt von der Schwanheimer Bebauung im Frankfurter Stadtwald lag. Die Straße war Teil einer römischen Straße, die das römische Nida (heute: Frankfurt-Heddernheim) mit dem Römerkastell Auf Esch bei Groß-Gerau verband. Sie verläuft von Nord nach Süd und beginnt an der Rheinlandstraße in Verlängerung der Straße Alt-Schwanheim, kreuzt u. a. die Grenzschneise bzw. den prähistorischen Bischofsweg, überquert die Hinkelsteinschneise (alte Haltestelle) in Richtung Flughafen und knickt heute in östlicher Richtung zur Unterschweinstiege.
Schwarzburgstraße, Frankfurt-Nordend
Querstraße zur Eckenheimer Landstraße, benannt nach dem 1349 in Frankfurt zum Gegenkönig gewählten und bald darauf dort verstorbenen Günther von Schwarzburg.
Schwarzwaldstraße, Niederrad
Querstraße zur Bruchfeldstraße und eine der nach oberrheinischen Randgebirgen benannten Straßen Niederrads. Der Schwarzwald ist das höchste Mittelgebirge Deutschlands.
Schwedenkronenplatz, Altstadt
Kleiner Platz im Straßengeviert von Kleiner Friedberger, Großer Friedberger, Vilbeler und Konrad-Adenauer-Straße, Zufahrt nur von der  Großen Friedberger Straße.
Schwedenpfad, Nied
Erinnert daran, dass ein schwedisches Heer im Dreißigjährigen Krieg von Würzburg und Frankfurt kommend über Nied nach Höchst marschierte und die Stadt einnahm. Vor der Eingemeindung Nieds im Jahre 1928 war die ab 1900 bebaute Straße nach Königin Luise von Preußen benannt.
Schwedlerstraße / Schwedlerbrücke, Ostend
Johann Wilhelm Schwedler (1823–1894), Ingenieur. Nach seinen Plänen wurden die drei Haupthallen des Frankfurter Hauptbahnhofs zwischen 1883 und 1888 erbaut. Bei dem damaligen Wettbewerb belegte Schwedler nur den zweiten Platz. Die Architektur der Vestibülhalle mitsamt der Neorenaissance-Fassade wurde durch Hermann Eggert ausgeführt.
Schweizer Straße, Sachsenhausen
In der Gründerzeit gemeinsam mit der Untermainbrücke angelegt; Name laut 1877 belegt, angeblich eine Anspielung darauf, dass sich hier Großbürger ansiedelten und so der „gelobten Schweiz“ entgegenstrebten.
Schwertfegergasse, Altstadt
Die in den 1980er Jahren wiedererstandene Gasse mündete früher auf das berühmte Fünffingerplätzchen. Das Sträßchen war im Mittelalter tatsächlich das Quartier der Schwertfeger (Waffenschmiede).

## Se
Sebastian-Kneipp-Straße, Niederursel
Sebastian Kneipp (1821–1897), bayerischer Priester und Hydrotherapeut in Bad Wörishofen/Bayrisch Schwaben. Er ist der Namensgeber der Wasserkur bzw. des Wassertretens und Begründer der Kneipp-Medizin.
Sebastian-Rinz-Straße, Westend-Nord
Benannt nach dem Gartenarchitekten Sebastian Rinz (1782–1861), der unter anderem die Wallanlagen und den Hauptfriedhof gestaltete.
Seckbacher Bitzweg, Seckbach
hieß früher nur Bitzweg. Die Bitze (bezune) ist ein altalemannisches Wort für ein umzäuntes Gartengelände innerhalb des Dorfzaunes.
Seckbächer Gasse, Innenstadt
Benannt nach Seckbach, seit 1900 eingemeindet.
Seckbacher Klemmenweg, Seckbach
hieß früher nur Klemmenweg.
Seckbacher Landstraße, Bornheim und Seckbach
Benannt nach Seckbach, seit 1900 eingemeindet. Hauptverbindungsstraße zwischen den Stadtteilen Bornheim und Seckbach, von 1905 bis 1970 mit Straßenbahnverbindung zwischen der Heidestraße und der Wolffhardtschen Wirtschaft (heute: Eschweger Straße). Die U-Bahn-Station Seckbacher Landstraße diente von 1980 bis 2008 als Endstation der einzigen auf gesamter Strecke unterirdisch geführten U-Bahn-Strecke.
Sedanstraße, Fechenheim
Sedan, Stadt im Département Ardennes/Frankreich. Die Stadt liegt in der Nähe der Belgischen und der Luxemburgischen Grenze. In der Schlacht bei Sedan im Deutsch-Französischen Krieg 1870/71 wurde der französische Kaiser Napoléon III. bei Sedan gefangen genommen und letztlich damit Frankreich besiegt, auch wenn der Krieg danach noch einige Monate weiter ging. Bis 1918 wurde der 2. September als Sedantag im Deutschen Kaiserreich gefeiert.
Seegewann, Rödelheim
Bereits in römischer Zeit wurde dort ein zehn Meter hoher und fast einen Kilometer langer Damm gebaut, um den Westerbach zu einem großen See anzustauen. Der Damm wurde 1820 abgetragen.
Seeheimer Straße, Oberrad
Seeheim, seit 1977 Ortsteil der Gemeinde Seeheim-Jugenheim im Landkreis Darmstadt-Dieburg.
Seehofstraße und Seehofsweg, Sachsenhausen
Nach einem Gutshof östlich des Sachsenhäuser Berges, der aufgrund von dazugehörenden Fischteichen Seehof genannt wurde. Gehörte bis 1842 dem Deutschen Orden, brannte nach dem Verkauf an Frankfurt ab.
Seelenberger Straße, Rödelheim
Seelenberg, Ortsteil der Gemeinde Schmitten im Hochtaunuskreis.
Seibertsgasse, Niederursel
vermutlich nach der alteingesessenen Niederurseler Familie Seibert benannt.
Seilerbahn, Höchst und Seilerstraße, Innenstadt
In diesen Straßen waren früher in großem Stil Hanfseile gefertigt worden. Dafür war eine mindestens 50 m lange, absolut gerade Seilerbahn erforderlich, während die norddeutschen Reeperbahnen mindestens 300 m lang sein mussten und entsprechend bessere Qualitäten von Seilen zustande brachten.
Selma-Lagerlöf-Straße, Ginnheim
Selma Lagerlöf (1858–1940), schwedische Schriftstellerin. Erhielt 1909 als erste Frau den Nobelpreis für Literatur. Hier zu Lande am bekanntesten ihr Roman Die wunderbare Reise des kleinen Nils Holgersson mit den Wildgänsen
Senckenberganlage, Westend
vormalige Viktoria-Allee. Dem Frankfurter Arzt und Naturforscher Dr. Johann Christian Senckenberg (1707–1772) verdankt die Stadt die Dr. Senckenbergische Stiftung, aus der das Bürgerhospital, die Senckenbergische Bibliothek, der Botanische Garten und ein Medizinisches Institut zur Ausbildung von Ärzten hervorgingen.
Senefelderweg, Eckenheim
Alois Senefelder (1771–1834), österreichischer Schauspieler und Theaterschriftsteller sowie der Erfinder der Lithographie. 1826 gelang Senefelder der Druck farbiger Blätter und 1833 der Druck auf Stein übertragener Ölgemälde auf Leinwand.
Seulberger Straße, Bonames
Seulberg, seit 1972 Stadtteil von Friedrichsdorf im Hochtaunuskreis.
Seumestraße, Nordend
Johann Gottfried Seume (1763–1810), deutscher Schriftsteller und Dichter. Unternahm ausgedehnte Reisen zu Fuß durch fremde Länder. Gilt daher als kulturhistorischer Reiseschriftsteller, der mit Genauigkeit und Nüchternheit über die Verhältnisse in fremden Ländern berichtete.
Severusstraße, Heddernheim
Lucius Septimius Severus (146–211), römischer Kaiser von 193 bis 211. Er begründete die Dynastie der Severer und war einer der Kaiser des zweiten Vierkaiserjahres.

## Si
Siboldgasse, Bergen-Enkheim
Ulrich III. von Hanau zwang 1354 Ritter Sibold Schelm von Bergen, ihm die Reichsburg Gruckau bei Bergen zu übergeben und sie von ihm als Lehen zu nehmen.
Siebenbürgenstraße, Bergen-Enkheim
Seit dem 12. Jahrhundert deutsches Siedlungsgebiet um Hermannstadt, Kronstadt und Klausenburg im heutigen Rumänien, oft auch als Tran(s)silvanien bezeichnet. Der Begriff Siebenbürger Sachsen ist irreführend, denn es handelte sich um Siedler aus dem Gebiet der Eifel, Belgien, Lothringen und Luxemburg. Fast alle Deutschstämmigen sind zwischenzeitlich aus Rumänien ausgewandert.
Siegener Straße, Sossenheim
Siegen, Stadt im Kreis Siegen-Wittgenstein/Nordrhein-Westfalen
Siegfried-Gößling-Weg, Seckbach
Siegfried Gößling (1931–2010), Gerontologe, ehemaliger Leiter des Hufeland-Hauses, Wegbereiter der Tagespflege in der Altenpflege, Begründer des Begriffes der aktivierenden Pflege
Siemensstraße, Sachsenhausen
Ernst Werner von Siemens (1816–1892), deutscher Erfinder, Begründer der Elektrotechnik und Industrieller. Gründete den heutigen Weltkonzern Siemens AG.
Sieringstraße, Unterliederbach
Emil Siering (1841–1899), katholischer Pfarrer in Höchst.
Siesmayerstraße, Westend
Franz Heinrich Siesmayer (1817–1900), Frankfurter Gartenarchitekt, dessen bekanntestes Werk der Palmengarten wurde, an dessen östlichem Eingang die Straße vorbeiführt. Aber auch der Goldsteinpark und andere Parks in und um Frankfurt wurden von ihm, meist von französischen und englischen Vorbildern inspiriert, gestaltet.
Sigmund-Freud-Straße, Eckenheim
Sigmund Freud (1856–1939), österreichischer Neurologe und Tiefenpsychologe, der als Begründer der Psychoanalyse und als Religionskritiker Bekanntheit erlangte. Ging wegen seiner jüdischen Abstammung nach dem Anschluss Österreichs an das Deutsche Reich 1938 ins Exil nach London, wo er bereits nach einem Jahr verstarb.
Silberbornstraße, Dornbusch
Die Frankfurter Patrizierfamilie Silberborner, ursprünglich aus Worms zugewandert, besaß um 1500 den Kühhornshof. Die Frankfurter Linie ist 1522 ausgestorben.
Silcherstraße, Schwanheim
Philipp Friedrich Silcher (1789–1860), deutscher Liedkomponist. Vertonte viele noch heute populäre Volkslieder, darunter den ersten deutschen Umweltsong Jetzt gang i ans Brünnele, trink aber net, das Loreleilied und Muss i denn zum Städtele hinaus.
Silostraße, Unterliederbach
erinnert an das 1925 errichtete und 1987 Jahre abgerissene Düngemittelsilo, das die Farbwerke Hoechst in der Nähe errichtet hatten. Der genaue Standort des Industriebaus ist auf einem Luftbild aus dem Jahr 1983 erkennbar. Nach dem Düngemittelsilo sind auch das an der Silostraße gelegene „Silobad“ (früher „Farbwerkebad“) sowie das „Silogebiet“ (heute: Parkstadt Unterliederbach) benannt.
Simon-Bolivar-Anlage, Westend
Simón Bolívar (1783–1830), geboren in Caracas/Venezuela, südamerikanischer Unabhängigkeitskämpfer. Zwischen 1812 und 1824 erlangten vor allem dank seiner militärischen Erfolge Venezuela, Argentinien, Chile, Peru, Kolumbien, Ecuador und Bolivien ihre Unabhängigkeit von Spanien. Letzterer Staat ist nach ihm benannt. In all diesen Staaten gilt er daher als Nationalheld.
Simon-Ochs-Straße, Preungesheim
Simon Ochs, Bauunternehmer, stellte Grund und Boden für eine Siedlung an dieser Straße zur Verfügung.
Simsonstraße, Ostend (1936–1945 Mevissenstraße)
Eduard von Simson (1810–1899), preußischer und deutscher Jurist und Politiker, 1886 geadelt. 1848 Abgeordneter von Königsberg und Präsident der Frankfurter Nationalversammlung, 1871 zum ersten Präsidenten des Reichstags des Deutschen Reiches gewählt.
- Gustav von Mevissen (1815–1899), Mitglied der Frankfurter Nationalversammlung von 1848

Sindlinger Bahnstraße, Sindlingen
Sindlingen hat mit einem eigenen in dieser Straße liegenden Haltepunkt Anschluss an die Taunusbahn.
Sinner Weg, Heddernheim
Sinn (Hessen), Gemeinde bei Herborn im Lahn-Dill-Kreis
Siolistraße, Westend
Prof. Dr. Emil Franz Sioli (1852–1922) übernahm 1888 die Leitung der städtischen Nervenklinik. Auf sein Betreiben wurde 1901 die Nervenklinik Köppern in Friedrichsdorf, Hochtaunuskreis gegründet, was in der Behandlung psychisch Kranker Maßstäbe setzte. Einer seiner Assistenzärzte war Alois Alzheimer, der Entdecker der gleichnamigen Erkrankung des Gehirns.

## So
Sodener Straße, Gallus
Bad Soden am Taunus, Kurstadt im Main-Taunus-Kreis. Die dortigen Solequellen waren lange Zeit im Eigentum der Stadt Frankfurt (siehe Am Salzhaus und Malapertstraße)
Solmspark, Rödelheim und Solmsstraße, Bockenheim
Eine Linie der Grafen von Solms benannte sich nach dem ihnen seit dem 15. Jahrhundert gehörenden Ort Solms-Rödelheim. Benannt ist nach diesem Adelsgeschlecht auch der Solmspark. Das Rödelheimer Schloss wurde im Zweiten Weltkrieg total zerstört.
Sömmerringstraße, Nordend
Samuel Thomas von Sömmerring (1755–1830), genialer Arzt und Professor für Anatomie und Chirurgie. Ab 1792 Praxis in Frankfurt. Wegbereiter der Pockenimpfung. Beiläufig erfand er den elektrischen Telegrafen und den „gelben Punkt“ in der Netzhaut. 1808 vom bayerischen König geadelt.
Sondershausenstraße, Gallus
Maria Anna Sondershausen (1710–1796), gründete 1772 eine nach ihr benannte Stiftung.
Sonnemannstraße, Ostend (1935–1945 Max-Eyth-Straße)
Leopold Sonnemann (1831–1909) war Gründer (1856) und Herausgeber der liberalen und unter Preußen und Nazis oft verbotenen Frankfurter Zeitung.
- Max Eyth (1836–1906) Begründer der Deutschen Landwirtschaftsgesellschaft, Erfinder des Dampfpfluges

Sontraer Straße, Fechenheim
Sontra, Stadt im Werra-Meißner-Kreis
Soonwaldstraße, Unterliederbach
Der Soonwald ist ein Mittelgebirge und Waldgebiet im Hunsrück in Rheinland-Pfalz
Sophienstraße, Bockenheim
Nach Sophie von Brabant, der 1224 geborenen Tochter der hl. Elisabeth von Thüringen, von der die Fürsten von Hessen abstammen. Bockenheim gehörte von 1736 bis 1866 zum Fürstentum Hessen-Kassel und wurde 1895 nach Frankfurt eingemeindet, der bisherige Name Bismarckstraße musste aufgegeben werden.
Sophie-Rosenthal-Straße, Bergen-Enkheim
Sophie Rosenthal (1888–1943), jüdische Bürgerin Bergen-Enkheims, 1943 im Vernichtungslager Sobibor ermordet. Schwester von Ludwig Rosenthal, Herausgeber des Buches Zur Geschichte der Juden im Gebiet der ehemaligen Grafschaft Hanau.
Sophie-von-La-Roche-Weg, Ginnheim und Dornbusch
Sophie von La Roche (1730–1807), deutsche Schriftstellerin, gebürtig in Biberach an der Riß, gestorben in Offenbach. Großmutter von Clemens Brentano und Bettina von Arnim. Nach ihr ist 2010 ein Fußweg aus der ehemaligen Amerikanischen Siedlung zur Raimundstraße benannt worden.
Sorbenstraße, Niedererlenbach
Die Sorben, teilweise auch als Wenden bezeichnet, sind ein westslawischer Volksstamm, der hauptsächlich in der Lausitz beheimatet ist und eine eigene slawische Sprache, Kultur und Tracht pflegt.
Souchaystraße, Sachsenhausen
Dr. Eduard Franz Souchay (1800–1872), Schöffe und Senator der Stadt Frankfurt. Bundestagsgesandter. Auf seine Initiative trat Frankfurt dem Zollverein bei.

## Sp
Speckgasse, Speckgäßchen und Speckweg, Oberrad
nicht der Schweinespeck, sondern das altdeutsche Wort spacha steht hier Pate. Es bedeutet eine Holzbrücke aus Baumstämmen über Sümpfe und Bäche, also eine Art von Knüppeldamm, über den Fahrzeuge ungefährdet über sonst unzugängliches Gebiet fahren konnten.
Speierlingweg, Bergen-Enkheim
Der Speierling gehört zur Familie der Rosengewächse. Seine Früchte werden aufgrund ihres hohen Gerbstoffgehaltes dazu verwendet, Apfelwein haltbar zu machen, der sonst nach wenigen Monaten bereits zu Essig umkippen könnte. Überreif sind die Früchte sehr wohlschmeckend. Der Speierling ist leider in Deutschland selten geworden, u. a. weil lange Zeit unbekannt war, dass seine Früchte erst nach langer Frostperiode keimen können, er kann relativ groß (20–30 m) und alt (>300 Jahre) werden und braucht relativ lange Zeit (>10 Jahre) bis zur ersten ertragreichen Ernte.
Spenerstraße, Nordend
Philipp Jacob Spener (1635–1705), lutherischer Geistlicher aus dem Elsass, wurde 1666 als Senior des Predigerministeriums nach Frankfurt berufen. Später Oberhofprediger in Dresden und Propst in Berlin.
Spessartstraße, Bornheim
Spessart, Mittelgebirgslandschaft, teils bayerisch, teils hessisch, mit Städten wie Lohr, Wertheim, Miltenberg und Aschaffenburg auf bayerischer Seite, Gelnhausen, Hanau und Schlüchtern in Hessen.
Speyerer Straße, Gallus
Speyer, kreisfreie Stadt am Rhein, bereits in römischer Zeit besiedelt. Berühmt ist der dort abgehaltene Reichstag von 1529 durch die Speyerer Protestation.
Spielmannstraße, Nied
Dr. Christian Spielmann (1861–1917), Vorsteher des Stadtarchivs Wiesbaden, redigierte ab 1900 die „Nassovia“, eine Zeitschrift für nassauische Geschichte. Nied gehörte vormals zu Hessen-Nassau.
Spielsgasse, Niederursel
Diese Straße wird bereits in einer Urkunde von 1714 genannt. Spielhäuser der damaligen Zeit könnte man als Kombination von Rathaus und Bürgerhaus bezeichnen.
Spohrstraße, Nordend
Louis Spohr (1784–1859), Opern- und Musikdirektor in Frankfurt von 1817 bis 1819, überwarf sich mit der Theaterverwaltung und wechselte als Hofkapellmeister nach Kassel.

## St
St.-George-Straße, Bornheim
Georg von St.-George, Abkömmling aus französischem Adel, erwarb das Frankfurter Bürgerrecht und heiratete 1809 Maria-Louise von Bethmann. Gründete 1845 eine nach ihm benannte Stiftung.
Städelstraße, Sachsenhausen
Johann Friedrich Städel (1728–1816), Bankier und Kunstsammler, vermachte seiner Vaterstadt eine Million Gulden, eine Bibliothek und seine reichhaltige und noch heute berühmte Kunstsammlung am Sachsenhäuser Museumsufer
Stalburgstraße, Nordend
Patrizierfamilie. Claus Stalburg, reicher Kaufmann, erwarb Ende des 14. Jahrhunderts die Stalburger Oede. Die Familie ist 1808 ausgestorben, die Güter wurden von Baron von Rothschild übernommen. Die alte Stalburg findet sich in der Glauburgstraße 80, heute ist dort Michi Herls Stalburg-Theater ansässig.
Stargarder Straße, Bergen-Enkheim
Stargard, bis 1945 Stargard in Pommern, Stadt im polnischen Teil Pommerns, nahe Stettin. Der Name Stargard könnte übersetzt werden mit „Altenburg“. Es gab weitere Orte dieses Namens in Pommern und Preußen.
Starkenburger Straße, Fechenheim
Starkenburg war die südlich des Mains und östlich des Rheins gelegene Provinz des Großherzogtum Hessen. Die Straße führt von Fechenheim nach Offenbach, das zu dieser Provinz gehörte.
Staufenstraße, Westend
Der Staufen, ein 451 m hoher Berg bei Kelkheim ist hier Namensgeber.
Stefan-Zweig-Straße, Ginnheim
Stefan Zweig (1881–1942), bedeutender österreichischer Schriftsteller mit jüdischen Wurzeln. Im Dritten Reich geächtet. Sein hier bekanntestes Werk ist die Schachnovelle. Schied 1942 im brasilianischen Exil freiwillig aus dem Leben.
Stegerwaldstraße, Unterliederbach
Adam Stegerwald (1874–1945), deutscher Politiker (Zentrumspartei, später CSU). Er war Mitbegründer der christlichen Gewerkschaften in Deutschland und der CSU in Bayern.
Stegstraße, Sachsenhausen
benannt nach dem 1868–1869 erbauten Eisernen Steg über den Main. Ursprünglich war ihre Verlängerung bis dorthin geplant gewesen.
Steinäckerstraße, Fechenheim
Flurname, wohl Hinweis auf Reste der Römerstraße vom Domkastell über den Osthafen zu einer vermuteten Mainbrücke bei Bürgel, welche beim Pflügen oft hinderliche römische Steine zutage brachte. Der Fechenheimer Friedhof befindet sich hier.
Steinauer Straße, Fechenheim
Steinau an der Straße, Stadt im Main-Kinzig-Kreis, liegt an der alten Handelsstraße von Frankfurt nach Leipzig, die Brüder Grimm lebten dort von 1791 bis 1796 im Amtshaus (heute das Museum Brüder Grimm-Haus).
Steinbacher Hohl, Praunheim
Hohl ist identisch mit Hohlweg, also einem Weg, der sich durch jahrhundertelange Nutzung mit Vieh, durch Fuhrwerke sowie abfließendes Regenwasser in das umgebende Gelände eingeschnitten hat. Steinbach (Taunus) ist die Nachbarstadt im Hochtaunuskreis.
Steingasse, Altstadt
Eine ehemalige Gasse, die von der Töngesgasse zur Schnurgasse (heute Berliner Straße) führte. Östlich parallel lag die Gelnhäuser Gasse, westlich die heutige Hasengasse.
Steinhausenstraße, Sachsenhausen
Wilhelm August Theodor Steinhausen (1846–1924), ab 1877 in Frankfurt und dort gestorben, war ein deutscher Maler und Lithograph.
Steinkopfweg, Zeilsheim
Der Steinkopf ist mit 518 m die höchste östliche Erhebung des Taunus
Steinlestraße, Sachsenhausen
Eduard Jakob von Steinle (1810–1886), in Wien geborener Maler der Nazarener (Kunst). Seit 1839 in Frankfurt ansässig, ab 1850 Professor am Städel. Die Innenarbeiten in der Alten Oper und zahlreiche Kirchenfenster in der Katharinenkirche wurden nach seinen Entwürfen gefertigt.
Steinmetzstraße, Sindlingen
Lorenz Steinmetz (1882–1952), katholischer Pfarrer in Sindlingen von 1922 bis 1952.
Steinritzstraße, Harheim
Sehr bildhafte Beschreibung eines Areals, in dem man beim Pflügen alle naselang auf Steine traf. Häufig waren dies Reste von römischen Gebäuden oder Straßen. Eine römische Verbindungsstraße von der Römerbrücke am Berkersheimer „Ulmenrück“ führte durch diese Flur. Die Bauern damals (und wohl auch heute noch) empfanden das als reine Schikane.
Steinrutsch, Zeilsheim
in der Wetterau häufig anzutreffender Flurname, der bedeutete, dass an solchen Hängen oft der Pflug wegen Steinen von der vorgesehenen Furchenrichtung abkam. Die bäuerlichen Kommentare dazu dürften deftig-derb ausgefallen sein.
Steinstraße, Niederursel und Nieder-Erlenbach
Die beiden Steinstraßen sind nicht Bestandteil des amtlichen Straßenverzeichnisses. Ungeachtet dessen sind die Namen umgangssprachlich und auch im amtlichen Verkehr gebräuchlich, etwa in Anträgen der beiden Ortsbeiräte. Die Niederurseler Steinstraße ist ein Rest der römischen Verbindungsstraße („Saalburgstraße“) am Niederurseler Hang in die Saalburg und führte von Nida über Bommersheim und Dornholzhausen zum Limes. Auch die Nieder-Erlenbacher Steinstraße geht auf die Römer zurück: Sie gehörte zur Straße von der Provinzstadt Mainz zum Kastell in Okarben. Heute lässt sich die Steinstraße noch vom Riedsteg über den Erlenbach bis zur Grenze nach Kloppenheim nachverfolgen.
Steinweg, Innenstadt
Erstmals erwähnt wird der Steinweg 1341. Dieser Verbindungsweg in der Neustadt vor der Staufenmauer war eine der ersten gepflasterten Straßen im mittelalterlichen Frankfurt.
Stephan-Heise-Straße, Praunheim
Stephan Heise (1883–1945), Redakteur der „Frankfurter Volksstimme“, Widerstandskämpfer. Wurde im Dritten Reich von 1935 bis 1941 im KZ Buchenwald interniert, im KZ Dachau und im KZ Sachsenhausen. Heise kam kurz vor Kriegsende bei einem Todesmarsch um.
- Die Straße in der 1929–1931 entstandenen Siedlung Westhausen hieß zunächst Straße A.
- Unter der nationalsozialistischen Diktatur hieß sie ab 1933 nach dem antidemokratischen preußischen General Paul von Lettow-Vorbeck, einem Teilnehmer am Kapp-Putsch gegen die Weimarer Republik.
- Das demokratische Frankfurt machte diese Benennung 1947 rückgängig und ehrte nun den Widerstandskämpfer Stephan Heise.

Stephanstraße, Innenstadt
Heinrich von Stephan (1831–1897) war Generalpostdirektor des Deutschen Reichs und Organisator des deutschen Postwesens. Die ihm zu Ehren benannte Straße liegt unweit des Palais Thurn und Taxis, 1727 für den Reichserbgeneralpostmeister Fürst Anselm Franz von Thurn und Taxis entworfen.
Stephensonstraße, Gallus
George Stephenson (1781–1848), englischer Ingenieur und Hauptbegründer des Eisenbahnwesens. Baute 1814 die erste brauchbare Lokomotive, 1825 die erste öffentliche Eisenbahn der Welt. Der 1835 auf der ersten deutschen Eisenbahnstrecke von Nürnberg nach Fürth eingesetzte Lokomotive LEG – Adler und Pfeil (kurz: „Adler“) stammt ebenfalls von Stephenson. Die Benennung mit deutlichem Eisenbahnbezug erfolgte auf eine Bitte der damaligen Deutschen Bundesbahn; diese plante Ende der 1980er Jahre für ihre Hauptverwaltung ein neues Gebäude. Verblieben ist dort nach der Wiedervereinigung u. a. die DB Regio.
Sterlepperstraße, Eckenheim
alteingesessene Eckenheimer Familie
Sternbrücke, Rödelheim
Benannt nach einem benachbarten Gasthaus zum Stern. Auf der alten Handelsstraße Frankfurt-Köln erlaubte die Sternbrücke eine sichere Überquerung der überschwemmungsgefährdeten Niddaaue. Ein Vorgängerbau aus Holz wurde 1805 durch eine Steinkonstruktion ersetzt. Über die Sternbrücke führt die von Bockenheim kommende Rödelheimer Landstraße; im Brückenbereich gilt jedoch Sternbrücke als der amtliche Straßenname.
Stettenstraße, Nordend
Frankfurter Patrizierfamilie, von deren Mitgliedern mehrere im 17. und 18. Jahrhundert eine wichtige Rolle spielten, z. B. als Ratsherren und Schöffen.
Stettiner Straße, Bergen-Enkheim
Stettin, polnischer Name Szczecin, ist die Hauptstadt der polnischen Woiwodschaft Westpommern, bis 1945 Provinzhauptstadt der deutschen Provinz Pommern (Vor- und Hinterpommern) und liegt rund 120 km nordöstlich von Berlin an der Odermündung zum Stettiner Haff.
Steuernagelstraße, Gallus
Philipp Christian Steuernagel gründete 1897 eine Stiftung für Arme.
Stierstädter Straße, Praunheim
Stierstadt, seit 1972 Stadtteil von Oberursel/Hochtaunuskreis
 Stiftstraße, Innenstadt
Vor dem Eschenheimer Tor lag das von dem Arzt Dr. Johann Christian Senckenberg gegründete Stift, das ein Bürgerhospital, ein Pflegehaus für alte Leute und einen Botanischen Garten umfasste. Dieses wurde 1816 abgerissen und die Einrichtungen in andere Stadtteile verlagert. In früheren Jahrhunderten wurde diese Straße Hinter der Schlimmen Mauer genannt.
Stockheimer Straße, Bornheim
Stockheim, Ortsteil von Glauburg im Wetteraukreis. Ausflüglern bekannt durch das „Stockheimer Lieschen“, der einspurigen Niddertalbahn von Bad Vilbel nach Stockheim.
Stoltzestraße, Innenstadt
Un es will mir net in de Kop enei, wie kann nur e Mensch net von Frankfort sei. So schrieb Friedrich Stoltze (1816–1891), ein Frankfurter Heimat- und Mundartdichter sowie Journalist.
Storchgasse, Höchst
Das Osttor und dessen Turm in der Höchster Stadtmauer hieß im Volksmund „Storch“.
Störchleinsgasse, Altstadt
Dieses winzige Sackgässchen zweigte zwischen den Hausnummern 4 und 10 östlich von der Lindheimer Gasse ab und erschloss die Häuser Nr. 6 und 8. Das Gässchen lag nordwestlich der heutigen Kreuzung Berliner Straße/Fahrgasse.
Strahlenberger Hof und Strahlenberger Weg, Sachsenhausen
Ehemaliger Gutshof am Mainufer in der Höhe Oberrads, der, 1311 begründet, ab Anfang des 16. Jahrhunderts der Patrizierfamilie Strahlenberg gehörte, und zu dem auch die Gerbermühle gehörte. Die Familie Strahlenberg ist 1626 ausgestorben.
Stralsunder Straße, Westend
Stralsund, kreisfreie, ehemalige Hanse-Stadt in Mecklenburg-Vorpommern. Ihre Altstadt gehört seit 2002 zum UNESCO-Weltkulturerbe. Gehörte fast zweihundert Jahre zu Schweden. Im Zuge mit dem Bau des I.G. Farben-Verwaltungsgebäudes wurde die Hansaallee angelegt und das ehemalige Affensteiner Feld neu bebaut.
Straßburger Straße, Schwanheim
Die frühere Freie Reichsstadt Straßburg, französischer Name Strasbourg, war im Mittelalter häufig eine Verbündete Frankfurts im mühsamen Kampf gegen die Machtansprüche benachbarter Herrscher. Seit 1681 französisch. Goethe studierte an der dortigen Universität. Das elsässische Straßburg ist Hauptstadt der neuen Großregion Grand Est im Osten Frankreichs sowie Sitz der Präfektur des Départements Unterelsass (Bas-Rhin) und diverser europäischer Institutionen.
Stresemannallee, Sachsenhausen (1888–1929 Wilhelmstraße, 1935–1945 Saarallee)
Gustav Stresemann (1878–1929), deutscher Politiker, Reichskanzler sowie Außenminister in der Zeit der Weimarer Republik. Handelte die Verträge von Locarno aus und setzte die Aufnahme in den Völkerbund durch. Erhielt 1926 den Friedensnobelpreis. Ehrung im Frankfurter Straßenraum kurz nach seinem Tod am 3. Oktober 1929.
- 1888 Umwidmung des zuvor als Bahntrasse genutzten Verkehrsweges in eine Straße und Benennung nach Wilhelm II., der von 1888 bis 1918 Deutscher Kaiser und König von Preußen war.
- Während der Nazidiktatur wurde im Jahre 1935 die Ehrung des demokratischen Politikers Stresemann rückgängig gemacht und nun mit Saarallee an die Rückgliederung des Saargebietes in das Deutsche Reich erinnert.
- Nach dem Ende des Zweiten Weltkrieges Rückbenennung.

Stroofstraße, Griesheim
Dr.-Ing. Ignatz Stroof (1838–1920), Technischer Direktor der Chemischen Fabrik Griesheim-Elektron
Strubbergstraße, Rödelheim
1885 erhielt Rödelheim Stadtrechte. Der erste Bürgermeister (bis 1903) war Friedrich Strubberg.
Stupanusstraße, Höchst
Jakob Stupanus erbaute 1582–1601 das Höchster Renaissanceschloss, das im Dreißigjährigen Krieg zerstört wurde.
Stuttgarter Straße, Gutleutviertel
Stuttgart, Hauptstadt von Baden-Württemberg, (1888–1945 Blücherstraße) nach Gebhard Leberecht von Blücher, Preußischer General (1742–1819)
Stützeläckerweg, Rödelheim
Rödelheimer Flurbezeichnung, Ursprung unbekannt. Vermutet werden darf, dass das Areal einst einer Fam. Stützel gehörte.

## Su
Sudetenstraße, Nieder-Erlenbach
Erinnert an die rund drei Millionen Sudetendeutschen aus Tschechien, die nach dem Zweiten Weltkrieg ausgewiesen worden waren und sich in der Bundesrepublik neu ansiedelten. Streng genommen falscher Sammelbegriff, denn die Sudeten bilden nur einen relativ kleinen Teil des ehemals deutschsprachigen Böhmen und Mähren; sie sind ein Gebirgszug, der die nordöstliche Umrandung des Böhmischen Beckens zwischen dem Zittauer Becken und der Mährischen Pforte bildet. Die höchste Erhebung ist die Schneekoppe im Riesengebirge.
Sulzbacher Straße, Gallus
Sulzbach (Taunus), Gemeinde im Main-Taunus-Kreis.